# Грумбков, Фридрих Вильгельм фон
Фридрих Вильгельм фон Грумбков (нем. Friedrich Wilhelm von Grumbkow; 4 октября 1678, Берлин — 18 марта 1739, там же) — прусский генерал-фельдмаршал и государственный деятель.

## Биография
Фридрих Вильгельм фон Грумбков — сын генерального военного комиссара Бранденбурга Иоахима Эрнста фон Грумбкова. Он поступил на службу в бранденбургскую армию, принимал участие в войнах против Франции и дослужился до звания генерал-майора. Он пользовался неограниченным доверием короля Фридриха Вильгельма I, который назначил Грумбкова членом Тайного государственного совета, военным министром и генеральным военным комиссаром.
Грумбков возглавил военное и налоговое ведомства Пруссии и вместе с королём развернул обширную реформаторскую деятельность в этих областях, целью которой являлись как всемерный рост численности войск и совершенствование управления прусской армией, которую вскоре станет считаться образцовой, так и повышение эффективности управления страной.
По указанию и совместно с королём Грумбков усовершенствовал систему сбора налогов, торговли, цехового дела, внутренней колонизации и управления городов. В 1737 году Грумбков получил звание генерал-фельдмаршала.
В 1732 году Грумбков по наущению австрийского посла Фридриха Генриха Зекендорфа препятствовал женитьбе кронпринца Фридриха, что привело к отрицательным результатам во внешней политике Пруссии. В интересах Австрии Грумбков злоупотреблял доверием короля и способствовал ухудшению отношений между отцом и сыном.
Позднее кронпринц Фридрих помирился с Грумбковом, который искренне стремился в последние годы жизни помирить Фридриха Вильгельма I с сыном.
1 августа 1718 года награжден российским орденом Святого Андрея Первозванного.